# 831 Stateira
A 831 Stateira (ideiglenes jelöléssel 1916 AA) a Naprendszer kisbolygóövében található aszteroida. Max Wolf fedezte fel 1916. szeptember 20-án.